# 쇼레나 베가슈빌리
쇼레나 베가슈빌리(조지아어: შორენა ბეგაშვილი, 1982년 7월 8일 ~ )는 조지아의 배우이다.